# Filter (signalbehandling)
 For alternative betydninger, se filter.
Indenfor signalbehandling er et filter, et apparat eller proces, som fjerner nogle uønskede dele eller egenskaber fra et signal.
Filtrering er den klasse af signalbehandling, med den definerende egenskab, at filtre undertrykker hele eller del af nogle aspekter af signalet. For det meste betyder det at dæmpe eller fjerne nogle frekvenser eller frekvensbånd. Men filtre virker ikke kun i frekvensdomænet; især indenfor billedbehandling eksisterer der mange andre mål for filtrering. Korrelationer kan blive fjernet fra nogle frekvenskomponenter og ikke fra andre, uden at arbejde i frekvensdomænet. Filtre er meget udbredte indenfor elektronik og telekommunikation, radio, fjernsyn, lydoptagelse, radar, reguleringssystemer, musiksyntese, billedbehandling og computergrafik.
Der er mange forskellige måder, at klassificere filtre på og disse overlapper på mange forskellige måder; der er ikke en simpel hierarkisk klassifikation. Filtre kan være:
- Ikke-lineart eller lineart.
- tidsvariant eller tidsinvariant.
- kausalt eller ikke-kausalt: Et filter er ikke-kausalt hvis dets nuværende output afhænger af fremtidigt input. Filtre som behandler tidsdomænesignaler i sandtid skal være kausale, men ikke filtre som behandler signaler som tilhører det rumlige domæne - eller tidsforsinket behandling af tidsdomænesignaler.
- analogt eller digital
- diskret tid (samplet) eller kontinuert tid
- passivt eller aktivt virkende filtre over kontinuert tid.
- Infinite impulse response (IIR) eller Finite impulse response (FIR) diskret tids eller digitalt filter.